# Кот и Повар

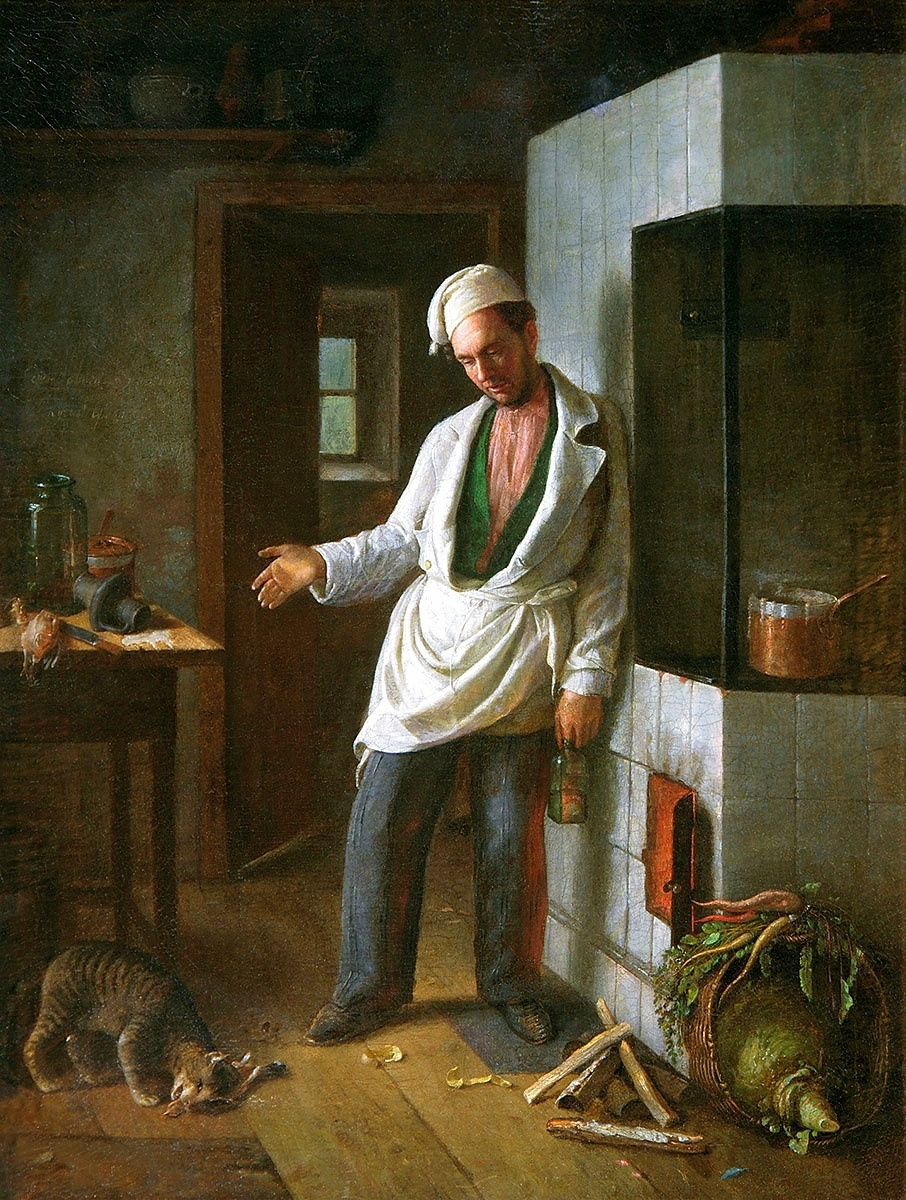
картина С. И. Грибкова, 1854 год

«Кот и Повар» — одна из басен Ивана Андреевича Крылова.

## Сюжет
Согласно сюжету басни, Повар уходит в кабак и оставляет Кота Ваську стеречь съестные припасы от мышей. Однако Кот не только не стережёт припасы, но и сам съедает часть из них. Так, Кот съел пирог и доедает «курчонка» (петуха).
Когда Повар увидел съеденные припасы, он стал злиться на Кота. При этом Повар не заметил, что, пока он кричит на Кота, тот съедает оставшиеся припасы.

## Связь с событиями 1812 года
Басня, согласно мнению А. Кирпичникова, отражает недовольство писателя медлительностью Барклая-де-Толли. Написана накануне назначения Кутузова главнокомандующим, относится к событиям начала Отечественной войны. В то же время советский литературовед М. А. Бриксман отмечал, что первое чтение басни состоялось в кружке «Беседа любителей русского слова» ещё в марте 1812 года, то есть до начала военных действий, и таким образом к Барклаю де Толли она отношения иметь не могла.

## Крылатое выражение из басни
Крылатой стала фраза «А Васька слушает, да ест». Используется в ситуациях, когда человек долго упрекает кого-либо в чём-либо, но тот всё равно занимается этим предосудительным делом.

## Дальнейшее чтение
Стенник Ю. В. ФЭБ: Стенник. И. А. Крылов баснописец. — 1981 (текст). feb-web.ru. Дата обращения: 12 февраля 2019.